# Oust-Marest
Pour les articles homonymes, voir Oust et Marest (homonymie).
Oust-Marest est une commune française située dans le département de la Somme, en région Hauts-de-France.

## Géographie

### Localisation
Oust-Marest est un village picard du Vimeu limitrophe du département de la Seine-Maritime.
À vol d'oiseau, la commune est située à 3 km à l'est d'Eu-le-Tréport, 6 km au sud-est de Mers-les-Bains, 8 km au sud-ouest de Friville-Escarbotin, 28 km au sud-ouest d'Abbeville, 30 km au nord-est de Dieppe et à 62 km au nord-ouest d'Amiens.
Le territoire de la commune est limitrophe de ceux de quatre communes.
Les communes limitrophes sont  Bouvaincourt-sur-Bresle, Méneslies, Ponts-et-Marais et Saint-Quentin-la-Motte-Croix-au-Bailly.

### Géologie et relief
La superficie de la commune est de 5,80 km2 ; son altitude varie de 7  à   113 mètres.

### Hydrographie

#### Réseau hydrographique
La commune est située dans le bassin Seine-Normandie. Elle est drainée par la Bresle, le cours d'eau 01 de Marest et divers bras de la Bresle,,.
La Bresleest un fleuve côtier d'une longueur de 68 km, qui prend sa source dans la commune de Abancourt, à 180 mètres d'altitude, et se jette  dans la Manche au Tréport, après avoir traversé 30 communes.

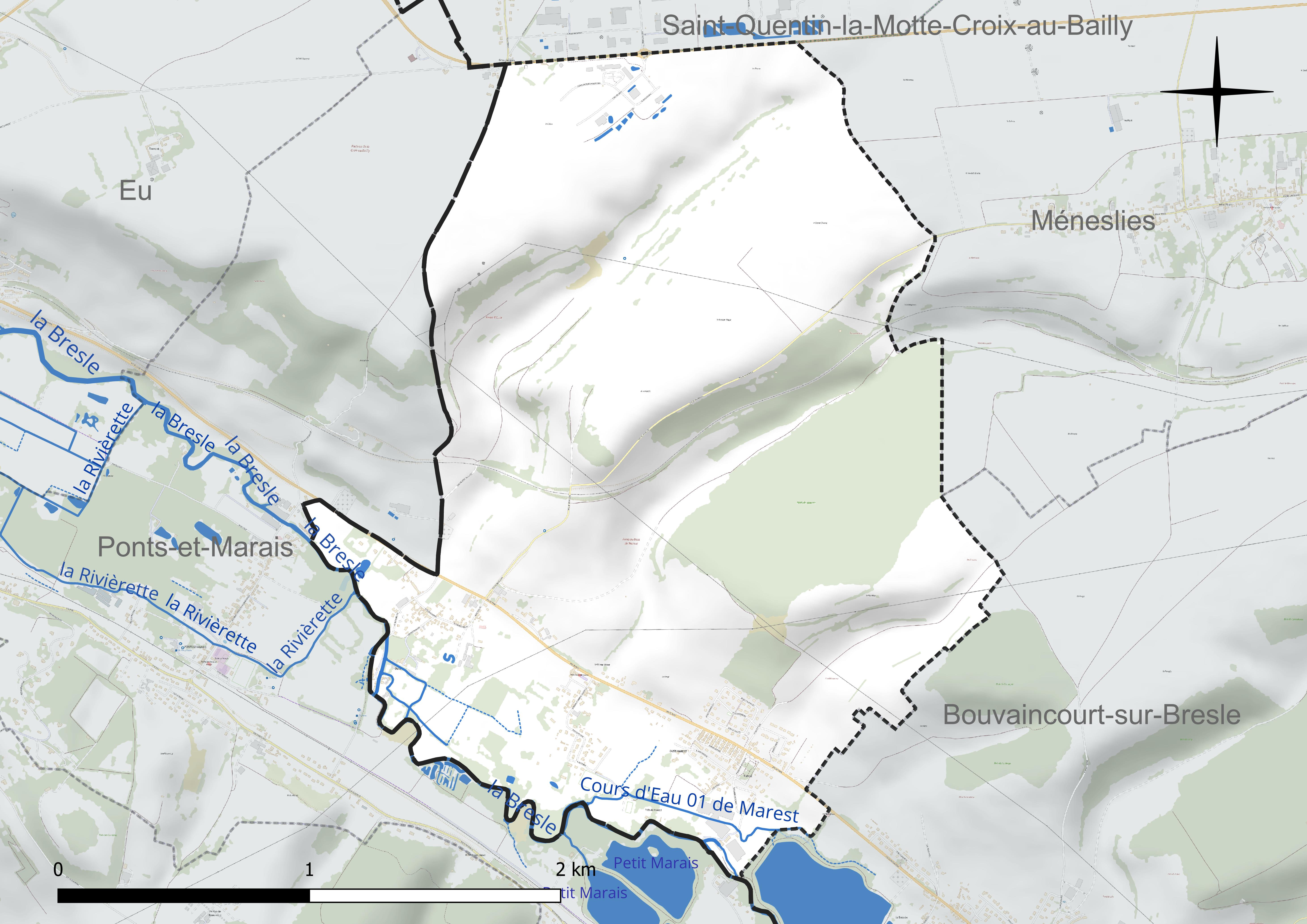
Carte hydrographique de la commune.
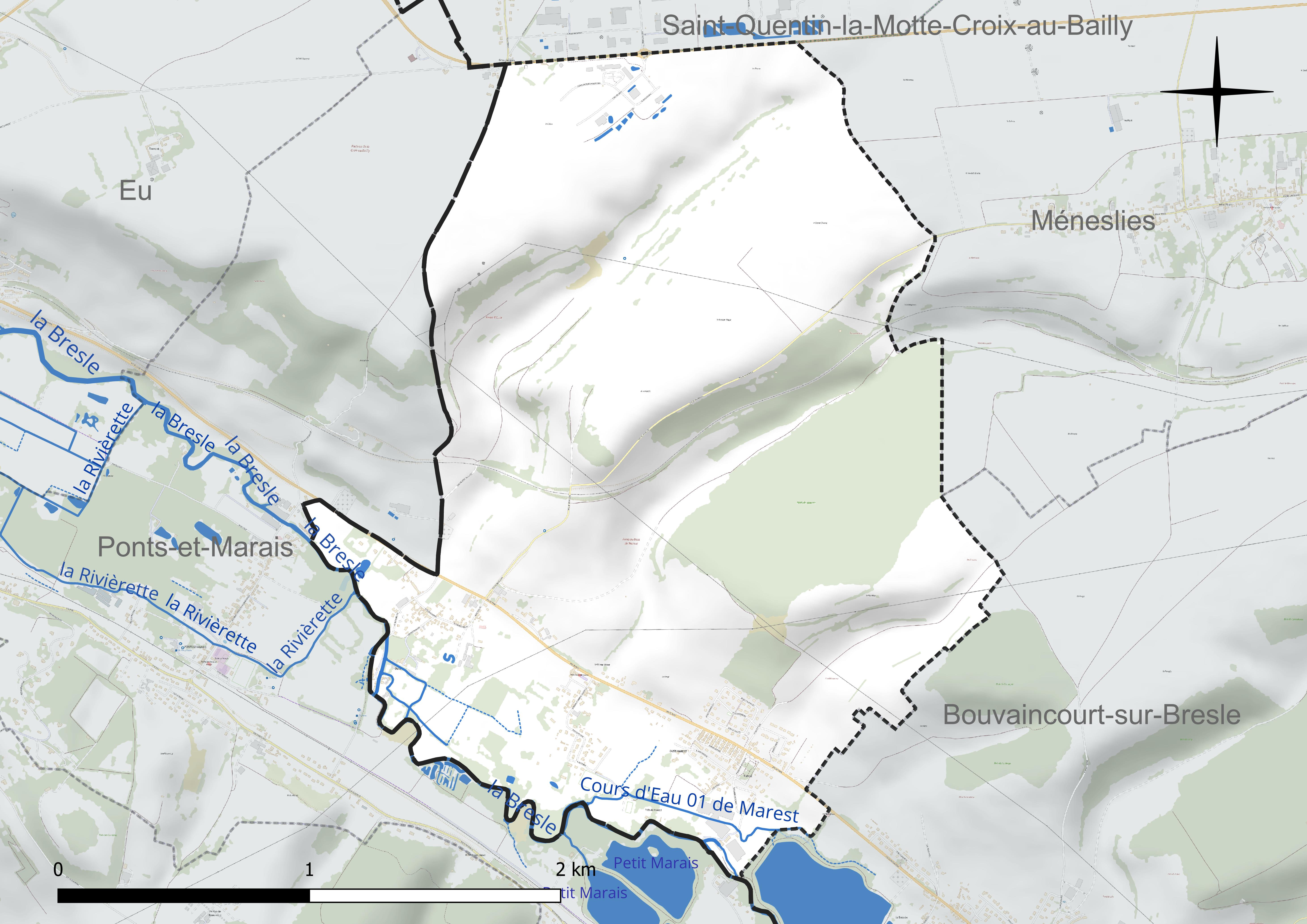
Réseau hydrographique d'Oust-Marest.

#### Gestion et qualité des eaux
Le territoire communal est couvert par le schéma d'aménagement et de gestion des eaux (SAGE) « Vallée de la Bresle ». Ce document de planification concerne un territoire de 748 km2 de superficie, délimité par le bassin versant de la Bresle. Le périmètre a été arrêté le 7 avril 2003 et le SAGE proprement dit a été approuvé le 18 août 2016. La structure porteuse de l'élaboration et de la mise en œuvre est le syndicat mixte d'aménagement, de gestion et de valorisation du bassin de la Bresle.
La qualité des cours d'eau peut être consultée sur un site dédié géré par les agences de l'eau et l'Agence française pour la biodiversité.

### Climat
Pour des articles plus généraux, voir Climat des Hauts-de-France et Climat de la Somme.
En 2010, le climat de la commune est de type climat océanique franc, selon une étude du CNRS s'appuyant sur une série de données couvrant la période 1971-2000. En 2020, Météo-France publie une typologie des climats de la France métropolitaine dans laquelle la commune est exposée à un climat océanique et est dans la région climatique Côtes de la Manche orientale, caractérisée par un faible ensoleillement (1 550 h/an) ; forte humidité de l'air (plus de 20 h/jour avec humidité relative > 80 % en hiver), vents forts fréquents.
Pour la période 1971-2000, la température annuelle moyenne est de 10,5 °C, avec une amplitude thermique annuelle de 13,1 °C. Le cumul annuel moyen de précipitations est de 864 mm, avec 12,7 jours de précipitations en janvier et 8,5 jours en juillet. Pour la période 1991-2020, la température moyenne annuelle observée sur la station météorologique la plus proche, située sur la commune de Cayeux-sur-Mer à 16 km à vol d'oiseau, est de 11,4 °C et le cumul annuel moyen de précipitations est de 761,1 mm,. Pour l'avenir, les paramètres climatiques de la commune estimés pour 2050 selon différents scénarios d'émission de gaz à effet de serre sont consultables sur un site dédié publié par Météo-France en novembre 2022.

## Urbanisme

### Typologie
Au 1er janvier 2024, Oust-Marest est catégorisée bourg rural, selon la nouvelle grille communale de densité à sept niveaux définie par l'Insee en 2022.
Elle appartient à l'unité urbaine d'Eu, une agglomération inter-régionale regroupant six  communes, dont elle est une commune de la banlieue,,.
Par ailleurs la commune fait partie de l'aire d'attraction d'Eu, dont elle est une commune de la couronne,. Cette aire, qui regroupe 26 communes, est catégorisée dans les aires de moins de 50 000 habitants,.
Elle se trouve également dans son bassin de vie et dans la zone d'emploi de la Vallée de la Bresle-Vimeu.

### Occupation des sols

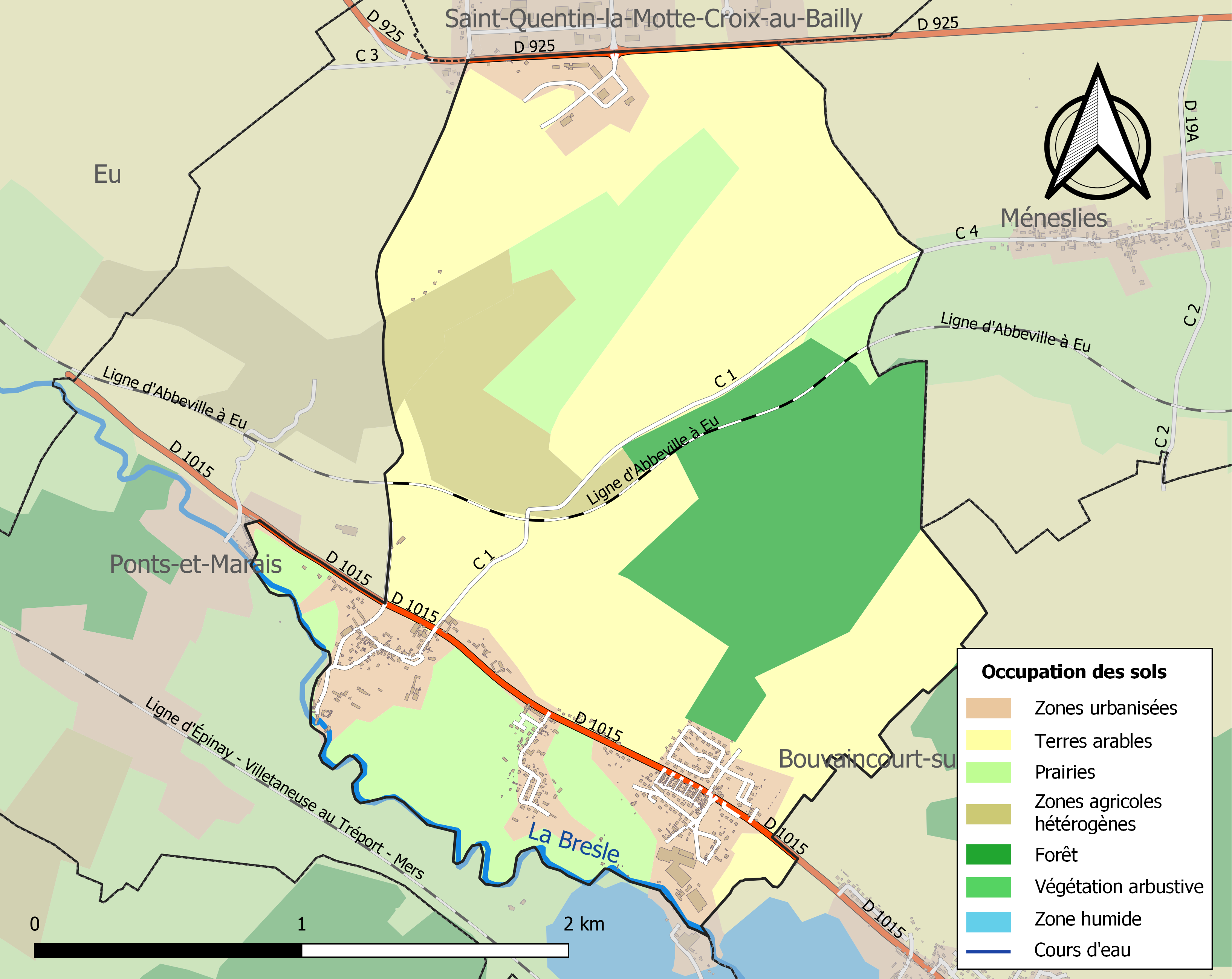
Carte des infrastructures et de l'occupation des sols de la commune en 2018 (CLC).

L'occupation des sols de la commune, telle qu'elle ressort de la base de données européenne d'occupation biophysique des sols Corine Land Cover (CLC), est marquée par l'importance des territoires agricoles (71,2 % en 2018), en diminution par rapport à 1990 (74,1 %). La répartition détaillée en 2018 est la suivante : 
terres arables (45,8 %), prairies (17,2 %), forêts (16,8 %), zones agricoles hétérogènes (8,2 %), zones urbanisées (7,3 %), zones industrielles ou commerciales et réseaux de communication (4,7 %).
L'évolution de l'occupation des sols de la commune et de ses infrastructures peut être observée sur les différentes représentations cartographiques du territoire : la carte de Cassini (XVIIIe siècle), la carte d'état-major (1820-1866) et les cartes ou photos aériennes de l'IGN pour la période actuelle (1950 à aujourd'hui).

### Morphologie urbaine
L'urbanisation de la commune s'est faite le long de l'ancienne route nationale 15bis, la mairie-école et sa petite agglomération se trouvant à mis-distance d'Oust et de Marrest. L'église se trouve à Oust.

### Habitat et logement
En 2021, le nombre total de logements dans la commune était de 338, alors qu'il était de 330 en 2016 et de 315 en 2011.
Parmi ces logements, 89,3 % étaient des résidences principales, 2,8 % des résidences secondaires et 8 % des logements vacants. Ces logements étaient pour 90,9 % d'entre eux des maisons individuelles et pour 9,1 % des appartements.
Le tableau ci-dessous présente la typologie des logements à Oust-Marest en 2021 en comparaison avec celle de la Somme et de la France entière. Une caractéristique marquante du parc de logements est ainsi la faible proportion des résidences secondaires et logements occasionnels (2,8 %) par rapport au département (8,4 %) et à la France entière (9,7 %).
| Typologie                                               | Oust-Marest | Somme | France entière |
| ------------------------------------------------------- | ----------- | ----- | -------------- |
| Résidences principales (en %)                           | 89,3        | 83,1  | 82,2           |
| Résidences secondaires et logements occasionnels (en %) | 2,8         | 8,4   | 9,7            |
| Logements vacants (en %)                                | 8           | 8,5   | 8,1            |

### Voies de communication et transports
Traversé par la Bresle, le village est desservi, au niveau routier, par les axes Eu - Gamaches, aussi bien du côté normand (RD 49) que du côté picard (RD 1015, ex-RN 15bis).
La localité est desservie par la ligne d'autocars no 1 (Mers-les-Bains - Oisemont - Amiens) du réseau Trans'80, Hauts-de-France, chaque jour de la semaine sauf le dimanche et les jours fériés.
L'ancienne ligne d'Abbeville à Eu, inutilisée, passe dans la commune.

### Énergie
La création d'une ligne de transport d'énergie à 400 000 V entre le poste électrique d'Argœuves  et le futur poste de Navarre à Petit-Caux est souhaitée en 2023 par RTE afin de contribuer à la transition énergétique et répondre aux objectifs de neutralité carbone fixés par la France et l'Union européenne. L'un de tracés envisagés passerait au-dessus de la mairie, la halte-garderie et l'école et doublant  approximativement la ligne existante créée dans les années 1990, suscitant l'opposition de la municipalité, des députés du secteur et d'une partie des habitants, qui proposent que la ligne soit enterrée,.

## Toponymie

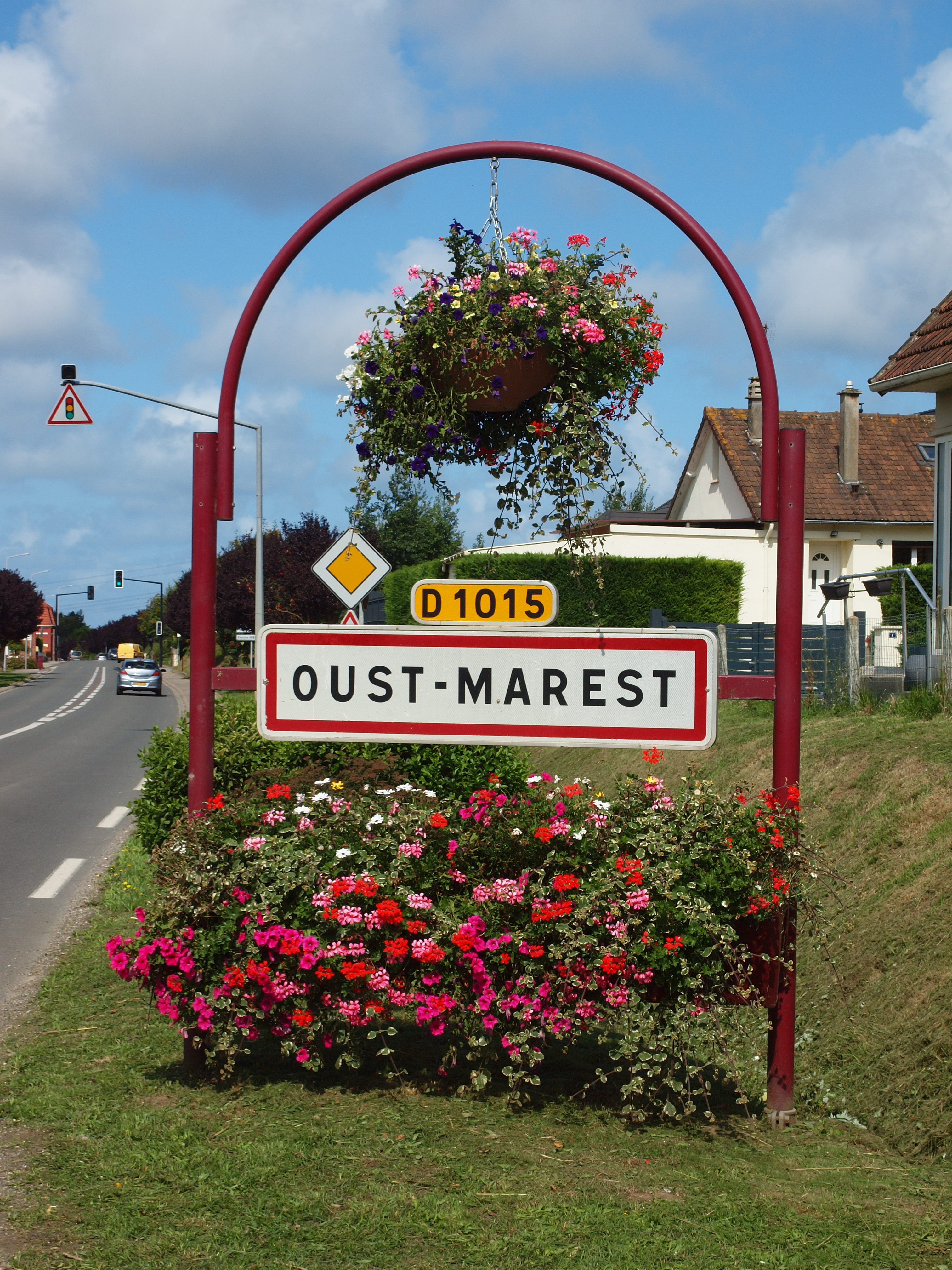

Le nom de la commune d'Oust-Marest serait lié à celui d'une agglomération gallo-romaine appelée Augusta. On trouve dans les textes anciens plusieurs formes désignant ce lieu : Agusta en 775, Augusta au VIIIe siècle, Austa en 1123, Aouste en 1124, Ouste en 12925 et enfin Oust qui résulte de l'évolution phonétique régulière dAgusta, forme populaire dAugusta (Août).
Marest ou Marais de la rive picarde de la Bresle dit aussi Grand-Marais par opposition à Marais-Normand.

## Histoire

### Antiquité
Les vestiges d'une villa gallo-romaine ont été mis au jour.

### Moyen Âge
Dans l'église, la pierre tombale de Raoul d'Oust, datée de 1269, signale qu'il a été le compagnon de Saint-Louis lors de la septième croisade.

### Temps modernes
Au XVIIIe siècle, les loups sont redoutés dans la région. Le 27 mars 1736, Mathias Le Duc, 45 ans, décède « saisi du mal de rage » après avoir été mordu par une louve.
Le village a disposé d'un moulin à eau.

### Époque contemporaine
En 1825, Alexandre Fichet crée à Marest l'entreprise de serrurerie devenue Point Fort Fichet. En 1999, cette entité intègre le groupe Assa Abloy, leader mondial des solutions d'ouvertures de portes. L'usine emploie plus de 200 salariés en 1962, 295 en 1983 et 328 en 1986.

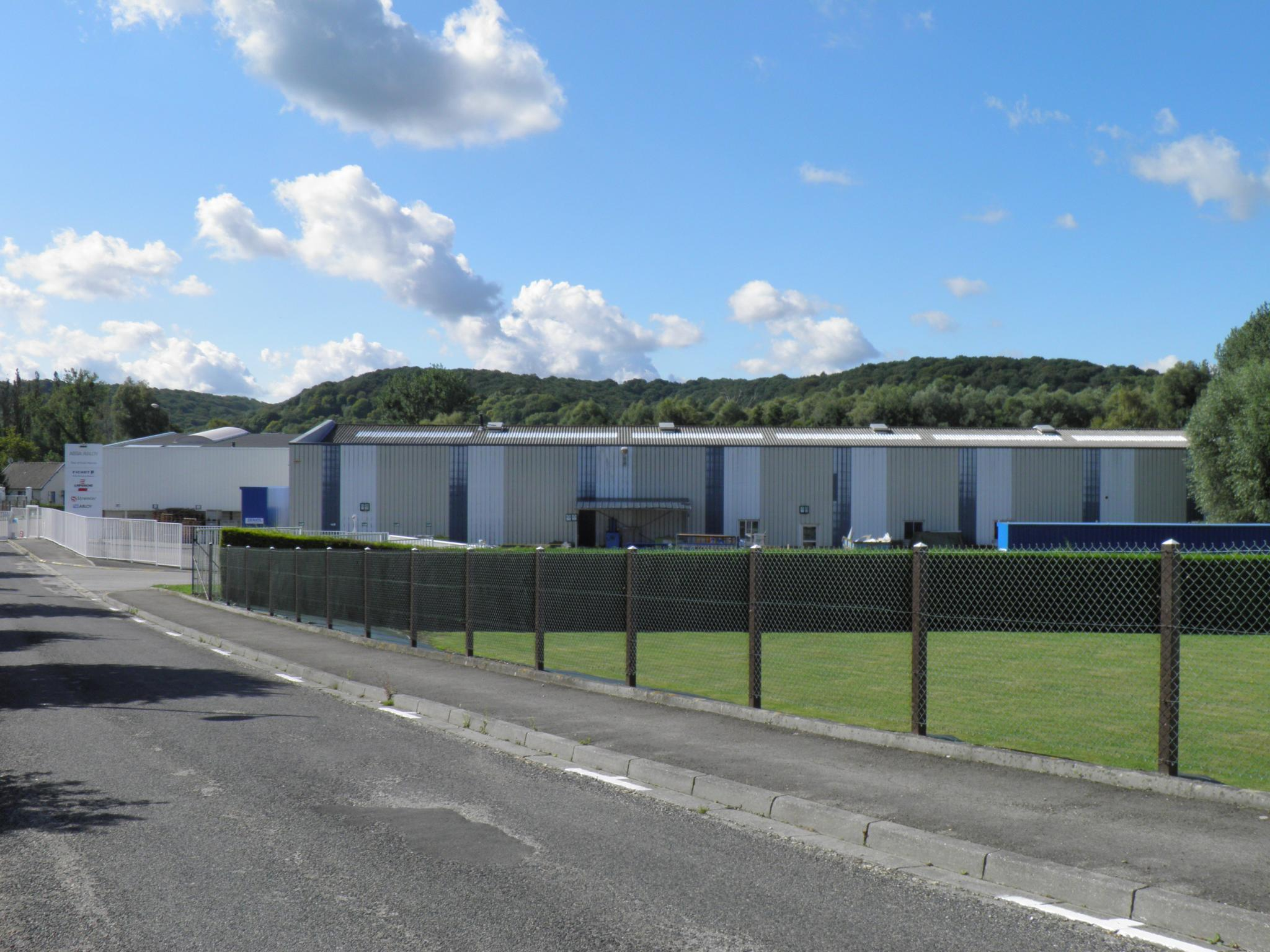
L'usine locale, reprise en 1999.

Par un décret du 24 juin 1870, la section correspondant au hameau de Campagne est transférée à Méneslies.

## Politique et administration

### Rattachements administratifs et électoraux

#### Rattachements administratifs
La commune se trouve  dans l'arrondissement d'Abbeville du département de la Somme.
Elle faisait partie depuis 1793 du canton d'Ault. Dans le cadre du redécoupage cantonal de 2014 en France, cette circonscription administrative territoriale a disparu, le canton n'est plus qu'une circonscription électorale.

#### Rattachements électoraux
Pour les élections départementales, la commune fait partie depuis 2014 du canton de Friville-Escarbotin.
Pour l'élection des députés, elle fait partie de la troisième circonscription de la Somme.

### Intercommunalité
Oust-Marest est membre de la communauté de communes des Villes Sœurs, un établissement public de coopération intercommunale (EPCI) à fiscalité propre créé fin 1999 sous le nom de communauté de communes du Gros Jacques, et auquel la commune avait transféré un certain nombre de ses compétences, dans les conditions déterminées par le code général des collectivités territoriales.

### Liste des maires
| Période                                  | Période                       | Identité              | Étiquette | Qualité                                      |
| ---------------------------------------- | ----------------------------- | --------------------- | --------- | -------------------------------------------- |
| Les données manquantes sont à compléter. |                               |                       |           |                                              |
|                                          |                               |                       |           |                                              |
| juin 1995                                | juillet 2024                  | Jean-Claude Davergne, | PS        | Cadre retraité de l'industrie Démissionnaire |
| juillet 2024                             | En cours (au 28 juillet 2024) | Vincent Morand        |           |                                              |

### Tendances politiques et résultats
| Scrutin              | 1er tour | 1er tour | 1er tour | 1er tour | 1er tour | 1er tour | 1er tour | 1er tour | 1er tour | 1er tour | 1er tour | 1er tour |     | 2e tour | 2e tour | 2e tour | 2e tour | 2e tour | 2e tour | 2e tour | 2e tour | 2e tour |
| Scrutin              | 1er      | 1er      | %        | 2e       | 2e       | %        | 3e       | 3e       | %        | 4e       | 4e       | %        | 1er | 1er     | %       | 2e      | 2e      | %       | 3e      | 3e      | %       |         |
| -------------------- | -------- | -------- | -------- | -------- | -------- | -------- | -------- | -------- | -------- | -------- | -------- | -------- | --- | ------- | ------- | ------- | ------- | ------- | ------- | ------- | ------- | ------- |
| Départementales 2021 |          | UCD      | 30,64    |          | UGE      | 30,64    |          | RN       | 24,86    |          | DVG      | 13,87    |     |         | UGE     | 50,93   |         | UCD     | 49,07   |         |         |         |
| Régionales 2021      |          | UCD      | 40,24    |          | RN       | 24,26    |          | UGE      | 14,79    |          | LO       | 8,28     |     | UCD     | 59,63   |         | RN      | 21,12   |         | UGE     | 19,25   |         |
| Présidentielle 2022  |          | RN       | 32,26    |          | LREM     | 27,69    |          | LFI      | 15,59    |          | LR       | 4,57     |     | RN      | 55,85   |         | LREM    | 44,15   |         |         |         |         |
| Législatives 2022    |          | LR       | 33,46    |          | RN       | 25,48    |          | PCF      | 19,01    |          | LREM     | 14,07    |     | LR      | 59,34   |         | RN      | 40,66   |         |         |         |         |
| Européennes 2024     |          | RN       | 43,45    |          | RE       | 14,61    |          | PS       | 11,61    |          | LR       | 8,61     |     |         |         |         |         |         |         |         |         |         |
| Législatives 2024    |          | RN       | 40,35    |          | LR       | 38,60    |          | PCF      | 16,37    |          | HOR      | 4,09     |     | LR      | 52,19   |         | RN      | 47,81   |         |         |         |         |

## Équipements et services publics

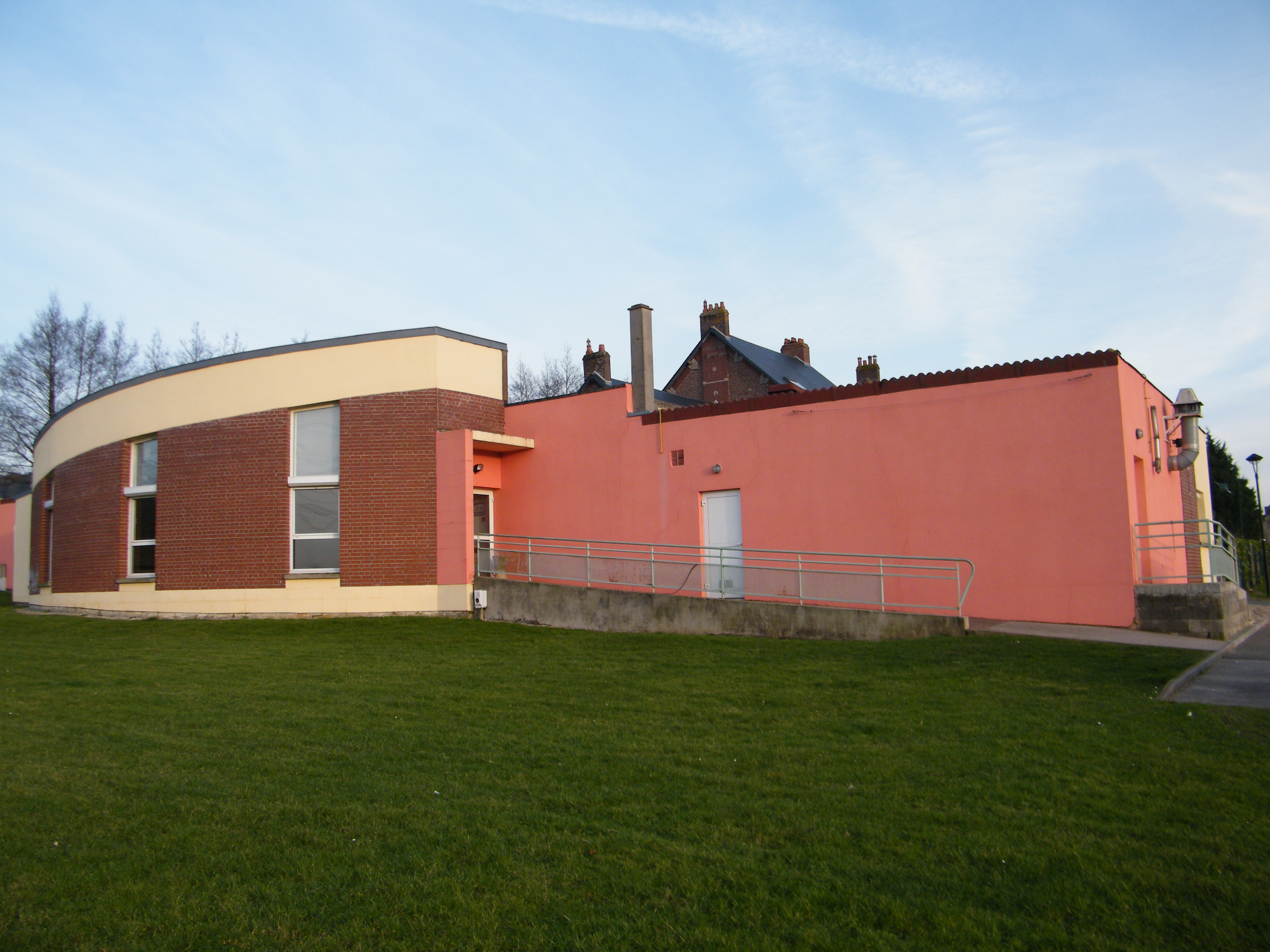
La salle communale.

### Enseignement
L'école communale d'Oust-Marest est une « école européenne ».
Elle est impliquée dans le projet Comenius depuis septembre 2003, comprenant des partenariats avec des écoles en Suède, Allemagne, Roumanie, Italie, Espagne, en Turquie, en Pologne, Pays-Bas, Slovénie,. En 2017, elle a remporté le Grand Prix Hippocrène d'éducation à l'Europe.

## Population et société

### Démographie

#### Évolution démographique
L'évolution du nombre d'habitants est connue à travers les recensements de la population effectués dans la commune depuis 1793. Pour les communes de moins de 10 000 habitants, une enquête de recensement portant sur toute la population est réalisée tous les cinq ans, les populations de référence des années intermédiaires étant quant à elles estimées par interpolation ou extrapolation. Pour la commune, le premier recensement exhaustif entrant dans le cadre du nouveau dispositif a été réalisé en 2006.

En 2022, la commune comptait 612 habitants, en évolution de −2,7 % par rapport à 2016 (Somme : −1,26 %, France hors Mayotte : +2,11 %).
| 1793 | 1800 | 1806 | 1821 | 1831 | 1836 | 1841 | 1846 | 1851 |
| ---- | ---- | ---- | ---- | ---- | ---- | ---- | ---- | ---- |
| 242  | 310  | 381  | 324  | 351  | 373  | 402  | 406  | 389  |

| 1856 | 1861 | 1866 | 1872 | 1876 | 1881 | 1886 | 1891 | 1896 |
| ---- | ---- | ---- | ---- | ---- | ---- | ---- | ---- | ---- |
| 350  | 344  | 340  | 184  | 195  | 183  | 183  | 182  | 175  |

| 1901 | 1906 | 1911 | 1921 | 1926 | 1931 | 1936 | 1946 | 1954 |
| ---- | ---- | ---- | ---- | ---- | ---- | ---- | ---- | ---- |
| 206  | 225  | 407  | 412  | 439  | 479  | 489  | 524  | 590  |

| 1962 | 1968 | 1975 | 1982 | 1990 | 1999 | 2006 | 2011 | 2016 |
| ---- | ---- | ---- | ---- | ---- | ---- | ---- | ---- | ---- |
| 594  | 615  | 665  | 664  | 656  | 704  | 653  | 642  | 629  |

| 2021 | 2022 | - | - | - | - | - | - | - |
| ---- | ---- | - | - | - | - | - | - | - |
| 615  | 612  | - | - | - | - | - | - | - |

#### Pyramide des âges
En 2018, le taux de personnes d'un âge inférieur à 30 ans s'élève à 27,2 %, soit en dessous de la moyenne départementale (36,4 %). À l'inverse, le taux de personnes d'âge supérieur à 60 ans est de 34,9 % la même année, alors qu'il est de 26,0 % au niveau départemental.
En 2018, la commune comptait 295 hommes pour 331 femmes, soit un taux de 52,88 % de femmes, légèrement supérieur au taux départemental (51,49 %).
Les pyramides des âges de la commune et du département s'établissent comme suit.
| Hommes | Classe d’âge | Femmes |
| ------ | ------------ | ------ |
| 0,0    | 90 ou +      | 0,6    |
| 8,7    | 75-89 ans    | 13,2   |
| 23,8   | 60-74 ans    | 23,2   |
| 22,8   | 45-59 ans    | 21,3   |
| 16,2   | 30-44 ans    | 15,8   |
| 15,3   | 15-29 ans    | 12,0   |
| 13,2   | 0-14 ans     | 13,9   |

| Hommes | Classe d’âge | Femmes |
| ------ | ------------ | ------ |
| 0,6    | 90 ou +      | 1,8    |
| 6,7    | 75-89 ans    | 9,4    |
| 17,2   | 60-74 ans    | 18,1   |
| 19,8   | 45-59 ans    | 19,1   |
| 18,2   | 30-44 ans    | 17,5   |
| 19,4   | 15-29 ans    | 18     |
| 18,2   | 0-14 ans     | 16,2   |

## Culture locale et patrimoine

### Lieux et monuments
- Moulin à eau sur la Bresle.
- Église Saint-Pierre. Elle renferme une mise au tombeau datée du premier quart du XVIe siècle, la plaque tombale de Raoul d'Aoust de 1269 et un christ en croix du XVIe siècle[53].

- Usine de serrurerie et coffres forts Fichet, aménagée initialement sur la Bresle pour en utiliser la force motrice, transformée au XXe siècle notamment par des agrandissements en 1968, 1975 et 1980. Une partie de cité ouvrière construite perpendiculairement à la route a été construite au début du XXe siècle[30].
- Situé près de l'église, dans l'ancien cimetière, le monument aux morts communal commémore les vingt-deux victimes de la Première Guerre mondiale. Des plaques commémoratives, adossées au monument, mettent en évidence les disparus des conflits qui ont suivi.

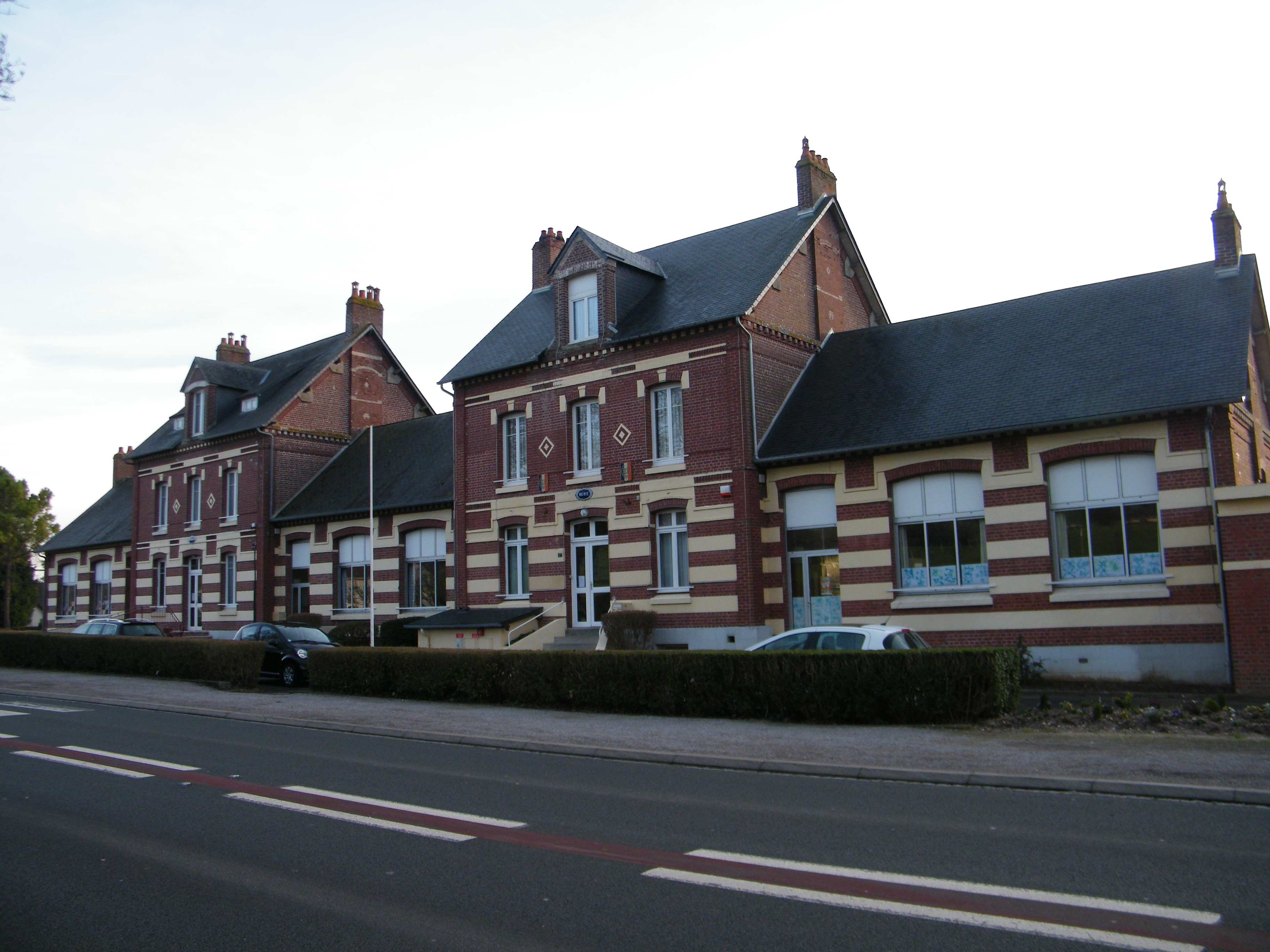
La mairie-école.
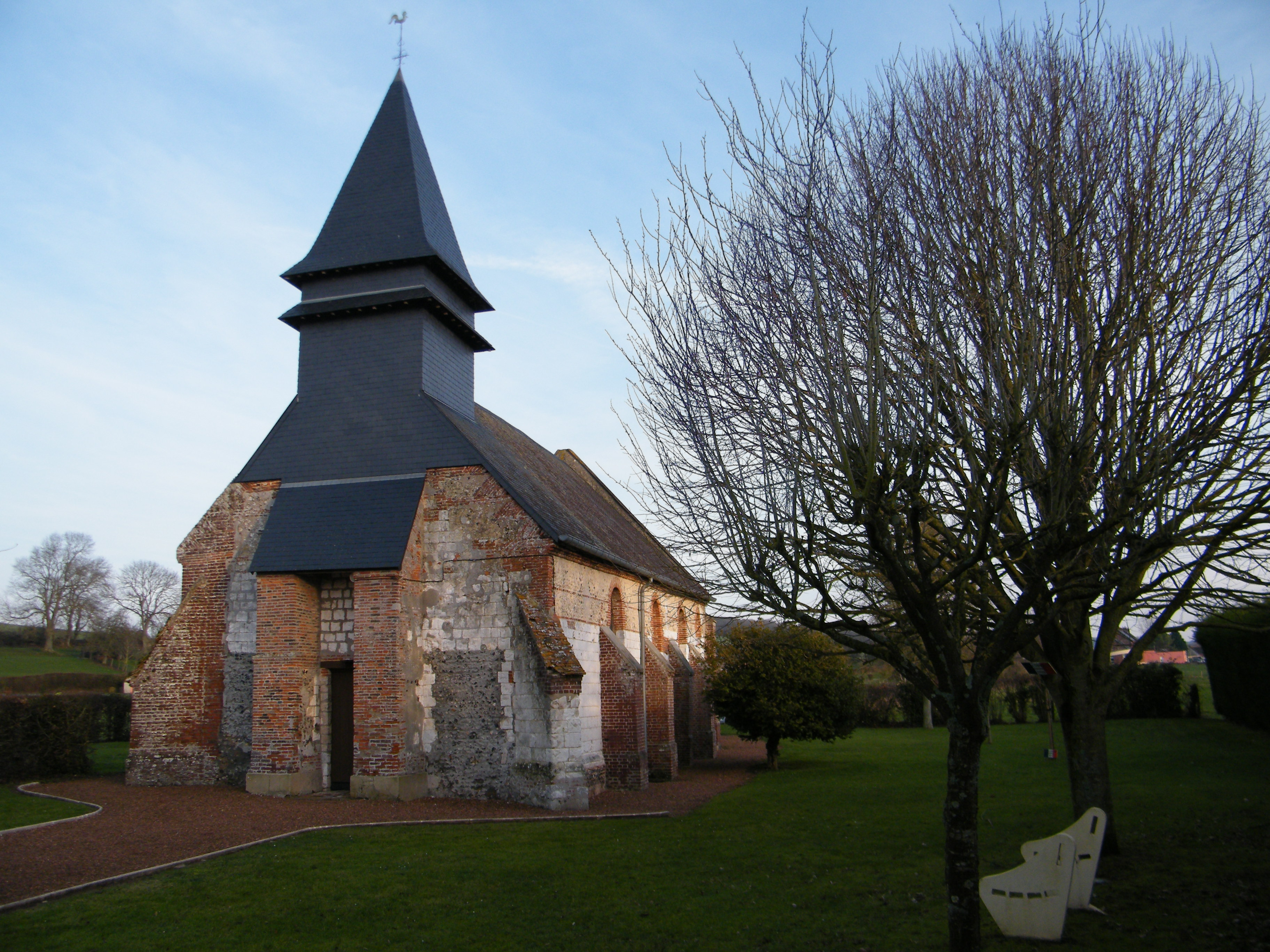
L'église Saint-Pierre.
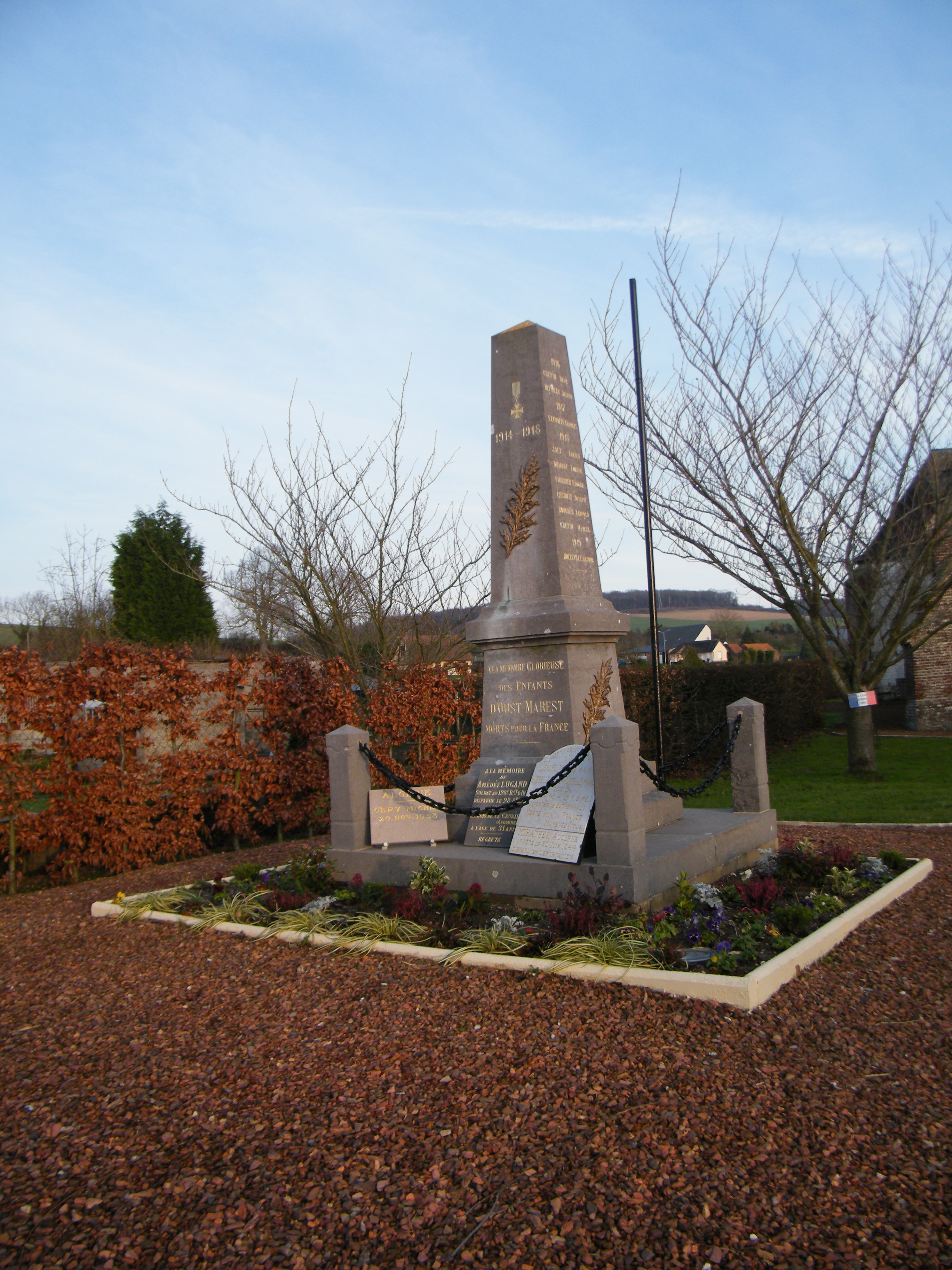
Le monument aux morts

### Personnalités liées à la commune
- Alexandre Fichet (1799-1862), inventeur et serrurier français, fondateur de la marque Fichet à l'origine du groupe éponyme, créateur de l'usine de Marest en 1825. La rue qui la dessert porte son nom.

### Héraldique
| Blason de Oust-Marest | Blason  | De sinople aux trois gerbes de blé d'or liées de gueules. |
| Blason de Oust-Marest | Détails | Le statut officiel du blason reste à déterminer.          |

## Pour approfondir